# ブライアン・ホラデイ
ジョン・ブライアン・ホラデイ（John Bryan Holaday, 1987年11月19日 - ）は、アメリカ合衆国テキサス州ダラス出身の元プロ野球選手（捕手）。右投右打。

## 経歴

### プロ入りとタイガース時代

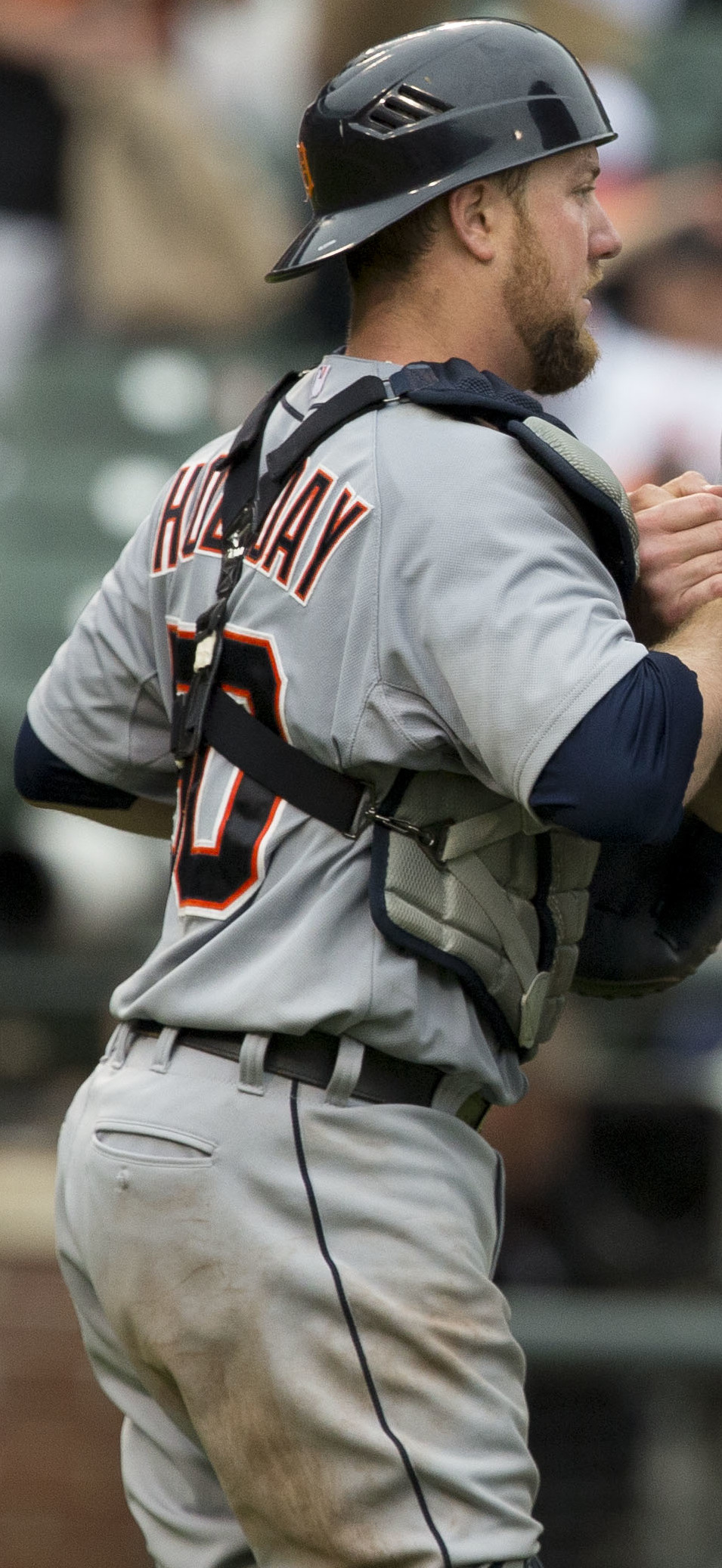
デトロイト・タイガース時代
(2014年5月14日)

2010年のMLBドラフト6巡目（全体193位）でデトロイト・タイガースから指名され、7月6日に入団。
2012年はAAA級トレド・マッドヘンズで開幕を迎え、6月6日にメジャー契約を結んでアクティブ・ロースター入りした。同日のクリーブランド・インディアンス戦でメジャーデビュー。「9番・捕手」でスタメン起用され、4打数1安打だった。この年は6試合に出場した。
2013年もAAA級トレドで開幕を迎え、6月17日にメジャー昇格。16試合に出場して打率.296、1本塁打、2打点を記録した。
2014年、正捕手であるアレックス・アビラの不振やビクター・マルティネスの指名打者専業化に伴い、出場機会を大幅に増やした。62試合の出場で打率.231・15打点を記録したが、2年ぶりに本塁打無しに終わった。
2015年はバックアップ捕手の1人としてプレーし、24試合で打率.281、2本塁打、13打点という打撃成績を残した。守備では2012年以来となる無失策だったが、DRSは -1と、平均よりやや下だった。

### レンジャーズ時代
2016年3月29日にボビー・ウィルソン、マイルズ・ジェイのトレードで、テキサス・レンジャーズへ移籍した。レンジャーズではロビンソン・チリノスやボビー・ウィルソンらと出場機会を分け合って起用されていたが、7月31日にジョナサン・ルクロイの加入に伴ってウィルソンと共にDFAとなった。レンジャーズでは、移籍するまでに30試合に出場し、打率.238・2本塁打・13打点・OPS0.695という成績を記録。キャッチャー守備は、27試合でマスクを被って無失策・DRS +2・盗塁阻止率33%という成績で活躍した。また、1試合で左翼手を守ったほか、投手としても1試合・11⁄3回を投げた。

### レッドソックス時代
2016年8月5日にウェイバー公示を経てボストン・レッドソックスへ移籍した。レッドソックス加入後は14試合に出場したが、打撃の調子は上がらず打率.212・OPS0.500に終わった。守備は、13試合で1失策・守備率.989・DRS0という成績のほか、盗塁阻止率50%をマーク。通年では、44試合に出場して打率.231、2本塁打、14打点、OPS.640という打撃成績と、40試合で1失策、守備率.996、DRS +2、盗塁阻止率38%という守備成績を残した。オフにFAとなった。

### タイガース復帰
2016年12月20日にフィラデルフィア・フィリーズとマイナー契約を結び、2017年のスプリングトレーニングに招待選手として参加することになった。2017年3月27日に自由契約となった。
その後、3月31日にプロ入り時の古巣であるタイガースとマイナー契約を結んだ。開幕から8月末までAAA級トレドでプレーし、9月1日にメジャー契約を結んでアクティブ・ロースター入りした。この年メジャーでは13試合に出場して打率.241、2打点を記録した。オフの11月3日にマイナー契約でAAA級トレドへ配属された後、7日にFAとなった。

### マーリンズ時代
2017年11月30日にマイアミ・マーリンズとマイナー契約を結び、2018年のスプリングトレーニングに招待選手として参加することになった。
2018年3月29日にメジャー契約を結んで開幕25人枠入りした。この年は61試合に出場して打率.205、1本塁打、16打点を記録した。オフの10月26日にFAとなったが、12月3日にマイナー契約で再契約を交わした。
2019年3月23日に一旦自由契約となるが、26日にマイナー契約で再契約した。開幕は傘下のAAA級ニューオーリンズ・ベビーケークスで迎え、5月24日にメジャー契約を結んでアクティブ・ロースター入りした。この年は43試合に出場して打率.278、4本塁打、12打点を記録した。レギュラーシーズン終了後の10月18日にFAとなった。

### オリオールズ時代
2020年1月28日にボルチモア・オリオールズとマイナー契約を結び、スプリングトレーニングに招待選手として参加することになった。8月1日にメジャー契約を結んでアクティブ・ロースター入りした。この年は20試合に出場して打率.161、4打点を記録した。オフの10月28日にFAとなった。

### ダイヤモンドバックス時代
2021年1月11日にアリゾナ・ダイヤモンドバックスとマイナー契約を結んだと報じられ、18日に正式公示された。3月26日に一旦自由契約となるが、翌27日にマイナー契約を結び直した。シーズンでは5月のマイナーリーグ開幕から傘下のAAA級リノ・エーシズでプレーし、30試合に出場して打率.263、7本塁打、30打点、1盗塁を記録した。7月3日にメジャー契約を結んでアクティブ・ロースター入りした。8月29日に自由契約となった。
2022年3月7日、自身のSNS上で現役引退を発表した。

## 詳細情報

### 年度別打撃成績
| 年 度     | 球 団     | 試 合 | 打 席 | 打 数 | 得 点 | 安 打 | 二 塁 打 | 三 塁 打 | 本 塁 打 | 塁 打 | 打 点 | 盗 塁 | 盗 塁 死 | 犠 打 | 犠 飛 | 四 球 | 敬 遠 | 死 球 | 三 振 | 併 殺 打 | 打 率 | 出 塁 率 | 長 打 率 | O P S |
| --------- | --------- | ----- | ----- | ----- | ----- | ----- | -------- | -------- | -------- | ----- | ----- | ----- | -------- | ----- | ----- | ----- | ----- | ----- | ----- | -------- | ----- | -------- | -------- | ----- |
| 2012      | DET       | 6     | 13    | 12    | 3     | 3     | 1        | 0        | 0        | 4     | 0     | 0     | 0        | 1     | 0     | 0     | 0     | 0     | 2     | 0        | .250  | .250     | .333     | .583  |
| 2013      | DET       | 16    | 33    | 27    | 8     | 8     | 1        | 0        | 1        | 12    | 2     | 0     | 0        | 3     | 0     | 2     | 0     | 1     | 3     | 0        | .296  | .367     | .444     | .811  |
| 2014      | DET       | 62    | 171   | 156   | 14    | 36    | 5        | 1        | 0        | 43    | 15    | 1     | 1        | 2     | 4     | 8     | 0     | 1     | 37    | 4        | .231  | .266     | .276     | .542  |
| 2015      | DET       | 24    | 65    | 64    | 3     | 18    | 5        | 0        | 2        | 29    | 13    | 0     | 0        | 0     | 0     | 1     | 0     | 0     | 13    | 0        | .281  | .292     | .453     | .745  |
| 2016      | TEX       | 30    | 94    | 84    | 14    | 20    | 6        | 1        | 2        | 34    | 13    | 0     | 1        | 1     | 2     | 5     | 0     | 2     | 16    | 0        | .238  | .290     | .405     | .695  |
| 2016      | BOS       | 14    | 35    | 33    | 3     | 7     | 1        | 0        | 0        | 8     | 1     | 0     | 0        | 0     | 0     | 2     | 0     | 0     | 12    | 1        | .212  | .257     | .242     | .500  |
| '16計     | BOS       | 44    | 129   | 117   | 17    | 27    | 7        | 1        | 2        | 42    | 14    | 0     | 1        | 1     | 2     | 7     | 0     | 2     | 28    | 1        | .231  | .281     | .593     | .640  |
| 2017      | DET       | 13    | 29    | 29    | 1     | 7     | 2        | 0        | 0        | 9     | 2     | 0     | 0        | 0     | 0     | 0     | 0     | 0     | 1     | 2        | .241  | .241     | .310     | .552  |
| 2018      | MIA       | 61    | 166   | 151   | 7     | 31    | 5        | 0        | 1        | 39    | 16    | 0     | 0        | 1     | 2     | 10    | 2     | 2     | 29    | 4        | .205  | .261     | .258     | .519  |
| 2019      | MIA       | 43    | 129   | 115   | 12    | 32    | 6        | 0        | 4        | 50    | 12    | 0     | 1        | 1     | 1     | 11    | 2     | 1     | 21    | 5        | .278  | .344     | .435     | .779  |
| 2020      | BAL       | 20    | 33    | 31    | 5     | 5     | 1        | 0        | 0        | 6     | 4     | 0     | 0        | 0     | 0     | 2     | 0     | 0     | 9     | 1        | .161  | .212     | .194     | .406  |
| 2021      | ARI       | 13    | 34    | 31    | 2     | 6     | 2        | 0        | 0        | 8     | 1     | 0     | 0        | 0     | 0     | 1     | 0     | 2     | 15    | 0        | .194  | .265     | .258     | .523  |
| MLB：10年 | MLB：10年 | 301   | 802   | 733   | 72    | 173   | 35       | 2        | 10       | 242   | 79    | 1     | 3        | 9     | 9     | 42    | 4     | 9     | 158   | 17       | .236  | .282     | .330     | .613  |

- 2021年度シーズン終了時

### 背番号
- 19（2012年 - 同年途中）
- 50（2012年途中 - 2015年、2017年）
- 8（2016年 - 同年途中）
- 59（2016年途中 - 同年終了）
- 28（2018年 - 2019年、2021年）
- 36（2020年）